# کانون وکلای دادگستری هرمزگان
کانون وکلای دادگستری هرمزگان، یک کانون وکلا برای وکلای دادگستری استان هرمزگان است. این کانون در سال ۱۴۰۱ از کانون مرکز جدا شد. تا پیش از آن استان هرمزگان به همراه استان تهران و چندی از دیگر استان‌های کشور تحت نظر کانون وکلای دادگستری مرکز بوده‌اند.
1. ↑  «کارآموزان محترم استان هرمزگان توجه فرمائید:». icbar.ir. دریافت‌شده در ۲۰۲۴-۱۰-۲۹.
2. ↑  «جلسه مشترک رئیس کانون وکلای دادگستری مرکز و رئیس دادگستری استان هرمزگان». icbar.ir. دریافت‌شده در ۲۰۲۴-۱۰-۲۹.